# Dasineura inflata
Dasineura inflata är en tvåvingeart som beskrevs av Stelter 1986. Dasineura inflata ingår i släktet Dasineura och familjen gallmyggor. Inga underarter finns listade i Catalogue of Life.